# Berea (district)

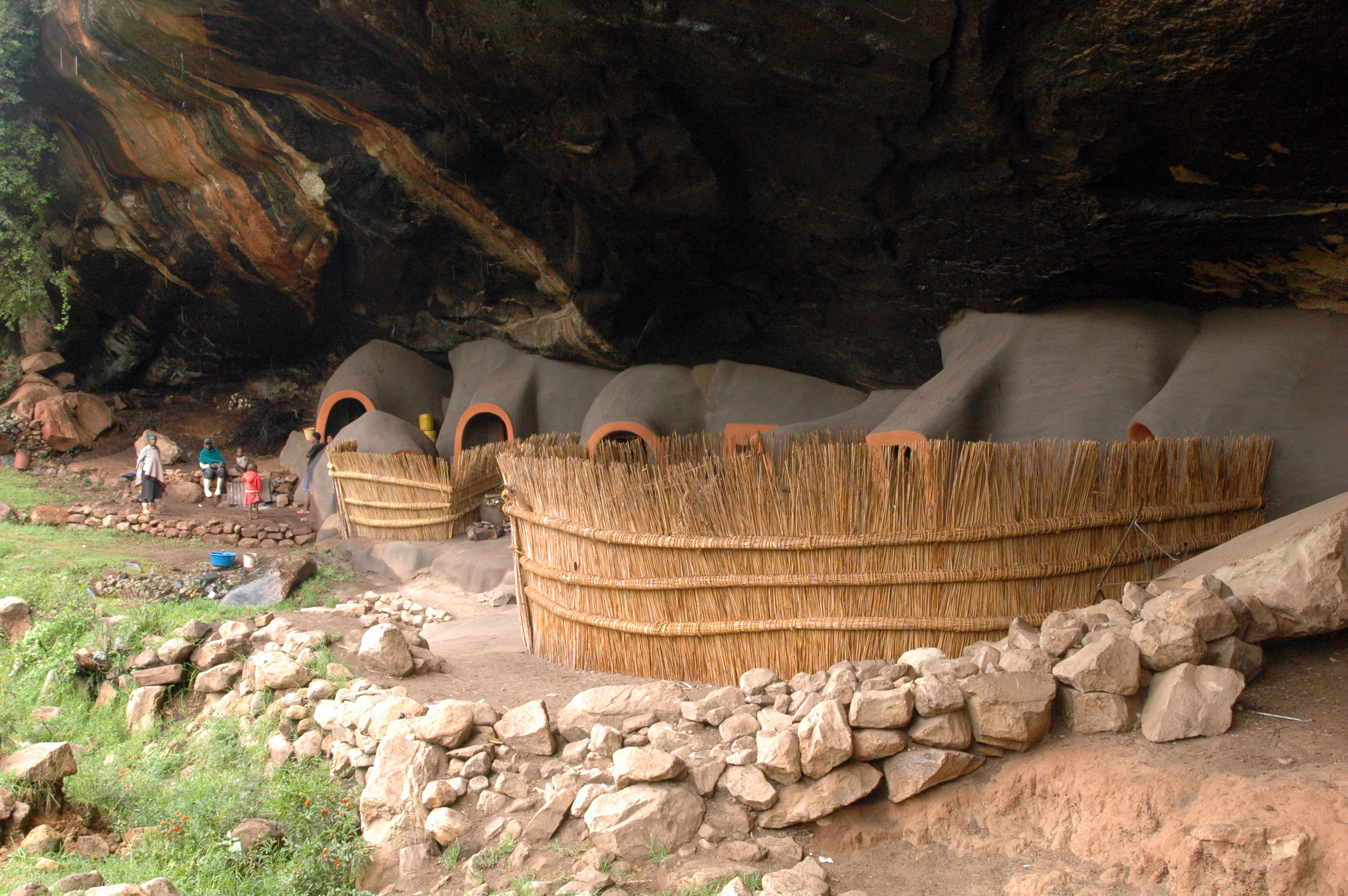
Habitations troglodytes de Kome

Pour les articles homonymes, voir Berea.
Berea est un district du Lesotho.